# Hans Hoffmeister (Leichtathlet)
Heinrich Bernhard Karl „Hans“ Hoffmeister (* 17. März 1901 in Münster; † 9. Januar 1980 in Altenberge) war ein deutscher Diskuswerfer, der 1928 an den Olympischen Spielen teilnahm und mehrfacher deutscher Meister war.

## Leben und Werk

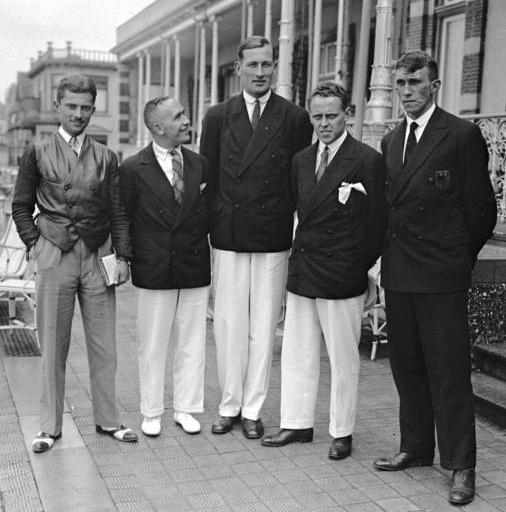
Deutsche Teilnehmer der Olympischen Spiele 1928 (Körnig, Houben, Hoffmeister, Corts und Wichmann)

Hoffmeister war 1926, 1930 und 1931 deutscher Meister im Diskuswurf, 1924, 1925 und 1928 Zweiter und 1929 Dritter. 1927 gewann er die Silbermedaille im Speerwurf.
Am 22. Juli 1928 warf er in Gelsenkirchen seine persönliche Bestleistung und den Weltrekord mit 48,77 Metern. Der Wurf wurde offiziell nicht als Weltrekord anerkannt. Hoffmeister wurde 1928 als Teilnehmer zu den Olympischen Spielen in Amsterdam eingeladen. Dort erzielte er keinen nennenswerten Platz, da er mit einem Ersatzdiskus werfen musste. Sein eigener Diskus war nicht rechtzeitig zur Olympiade nach Amsterdam transportiert worden. Wenige Wochen nach der Olympiade schlug er den Olympiasieger inoffiziell mit seinem eigenen Diskus. 1928 gewann Hoffmeister die Irischen Meisterschaften im Diskus- und Speerwurf.
Er startete meist für SC Münster 08, 1925–1927 für Hannover 96, und 1930 für Preußen Münster.
Hans Hoffmeisters Sportkarriere war beendet, als er 1934 aus politischen Gründen von den deutschen Meisterschaften ausgeschlossen wurde.
Hoffmeister war als Grafiker und Karikaturist tätig. Seine hauptsächlichen Motive waren Sportler vor oder nach den Wettkämpfen und auch die Besucher der Kneipen in seiner Heimatstadt. Die vor Ort gemachten Skizzen arbeitete er zu Hause farbig aus. Hoffmeister fertigte für regionale Zeitungen Karikaturen an.